# Крылов, Лев Александрович
Лев Александрович Крылов (18 февраля [1 марта] 1864, Оренбургская губерния — после 1919) — полковник Императорской армии, генерал-майор Белого движения, командир 1-го Оренбургского казачьего дивизиона и временный командующий 5-й казачьей дивизией, георгиевский кавалер (1915).

## Биография
Родился 18 февраля (1 марта) 1864 года в станице Оренбургская первого военного отдела Оренбургского казачьего войска.
В 1882 году завершил получение общего образования в Оренбургском уездном училище, после чего поступил в Оренбургское казачье юнкерское училище, из которого позже выпустился по второму разряду.
Приступил к службе в Русской Императорской армии в конце августа 1882 года. Через три с половиной года, в середине февраля 1886, был произведён в хорунжие, а в конце октября 1890 года — стал казачьим сотником (со старшинством с середины февраля). Погоны подъесаула «иррегулярной кавалерии» достались ему в июле 1901 года (со старшинством с мая 1900). Уже после Русско-Японской войны, в 1909 году, получил чин есаула (со старшинством с начала мая 1901). В самом начале Первой мировой войны, в августе 1914 года, он стал войсковым старшиной, а затем и полковником (с середины ноября 1915). Во время Гражданской войны, в феврале 1919 года, достиг генеральского звания — стал генерал-майором Белого движения.
По состоянию на октябрь 1890 года проходил действительную службу в Оренбургском 2-м казачьем полку. С 1897 по 1898 год числился в 1-й Оренбургской отдельной казачьей сотне — вновь служил в этом подразделении в 1901—1904 годах. С самого начала 1911 года был в списках Оренбургского 1-го казачьего полка — на начало Великой войны занимал пост командира пятой сотни (на июль 1914). С начала августа стал помощником командира 1-го полка.
В сентябре-октябре 1916 года впервые получил под своё начало казачий полк — пока лишь на временной основе. Незадолго до Февральской революции, в феврале 1917 года, он был назначен командиром 2-го Оренбургского казачьего запасного полка. Позже стал командиром 1-го Оренбургского казачьего дивизиона. В период Гражданской войны, в начале января 1919 года, получил должность главы первой бригады 5-й Оренбургской казачьей дивизии.
В конце января 1919 года был избран членом думы Георгиевского оружия Отдельной Оренбургской армии при штабе Оренбургского военного округа. До начала марта также временно исполнял должность командира 5-й казачьей дивизии. Последнее, что на сегодня известно о военной карьере Льва Крылова, это факт его нахождения во II Оренбургском казачьем корпусе в 1919 году.

## Награды
- Орден Святого Станислава 3 степени (1897) — мечи и бант
- Орден Святой Анны 3 степени (1904)
- Орден Святого Станислава 2 степени (1909) — мечи
- Орден Святой Анны 2 степени (1913) — мечи
- Георгиевское оружие (1915) за бой у Ярославице: «за то, что в бою 8 августа 1914 года, командуя сотней, атаковал превосходящую силами неприятельскую конницу, которую опрокинул и обратил в бегство»[3][4]
- Орден Святого Владимира 4 степени с мечами и бантом
- Орден Святого Владимира 3 степени с мечами (1917)[2]

## Семья
Лев Крылов был женат на Вере Автономовне; в их семье в 1898 году родился сын Михаил, ставший сотником Оренбургского войска.